# マナス川 (新疆ウイグル自治区)
マナス川（マナスがわ、中国語: 玛纳斯河・瑪納斯河）はここでは、中国新疆ウイグル自治区のジュンガル盆地の南部にある川を指す。
歴史的には、マナス川はボロホロ山脈（Borohoro Mountains、天山山脈の支脈）から流れ出てグルバンテュンギュト砂漠の大部分を横切り、マナス湖（北緯45度48分00秒 東経85度56分00秒 / 北緯45.80000度 東経85.93333度）で終り、全長は約450 km（280マイル）であったが、近年灌漑やその他の必要性による水の転換のために、マナス川の水は1960年代以来マナス湖には達しておらず、湖は完全に干上がっている。
様々な貯水池がマナス川に接続され、石河子市マナス県には夹河子貯水池（夹河子水库、ダムの位置は北緯44度27分00秒 東経86度7分15秒 / 北緯44.45000度 東経86.12083度座標: 北緯44度27分00秒 東経86度7分15秒 / 北緯44.45000度 東経86.12083度）と小運河がある。こうした貯水池と運河はこの地域で広範囲の灌漑システムを形成している。

## 参照項目
- マナス湖
- ジュンガル盆地